# 罗松多吉
罗松多吉（1952年3月—），男，藏族，西藏边坝人，中华人民共和国政治人物，曾任西藏自治区政协副主席、秘书长，政协机关党组书记。